# Parque Botánico de Kerbihan
El Parc botanique de Kerbihan, a veces también llamado Arboretum d'Hennebont, es un arboreto municipal y jardín botánico de 10 hectáreas de extensión.

## Localización
Ubicado cerca de la Rue Gérard Philipe, Hennebont , Morbihan , Bretaña, Francia.
Abre todos los días sin cargo.

## Historia
El parque fue creado a finales del siglo XIX por el propietario de la industria relojera Chevassu, un apasionado de la botánica y la naturaleza.
Comprado por la municipalidad de Hennebont en 1958, restaurado en 1960.

## Colecciones
Actualmente alberga 130 tipos de árboles procedentes de todo el mundo y unas 400 variedades de arbustos.
De un interés particular son sus coníferas centenarias y bambús, además de su jardín neoromántico, cascadas, arroyo, y estanque.